# Grand Toronto
Pour les articles homonymes, voir GTA.

Carte du Grand Toronto.

Le Grand Toronto, officiellement Région du Grand Toronto (en anglais : Greater Toronto Area, en abrégé respectivement RGT et GTA), est l'aire urbaine entourant la métropole de Toronto.

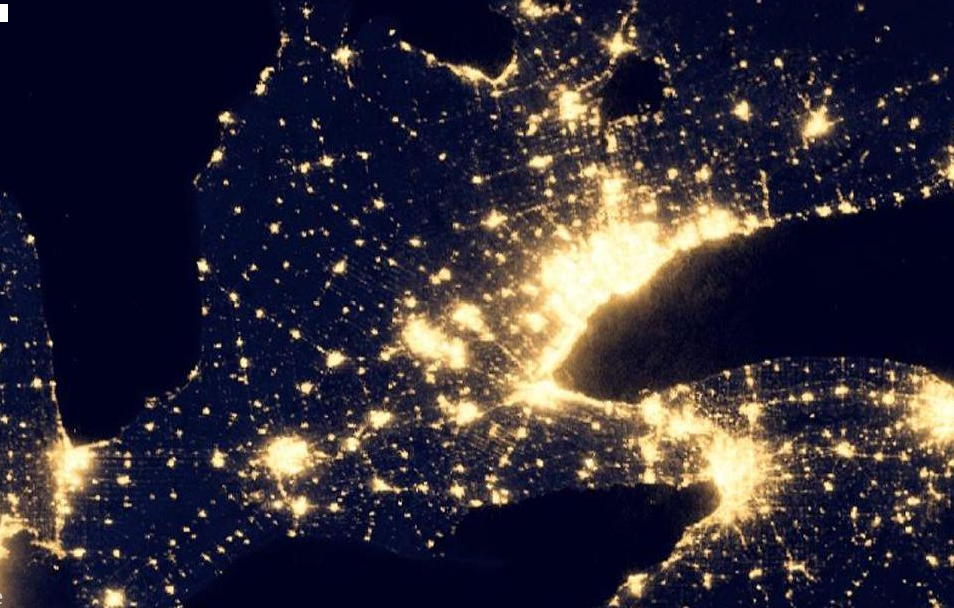
Région du Grand Toronto le soir (au centre de l'image).

Constitué de la ville de Toronto et des municipalités régionales d'Halton, de Peel, d'York et de Durham, le Grand Toronto comprend au total 25 municipalités de caractère urbain, suburbain ou rural. Il doit être distingué de la Région métropolitaine de recensement de Toronto, une unité géographique utilisée par Statistique Canada qui exclut plusieurs municipalités de la municipalité régionale de Durham, mais en inclut quelques-unes des comtés de Dufferin et de Simcoe.

## Municipalités
La Région du Grand Toronto compte au total 25 municipalités, soit Toronto et 24 autres situées dans les municipalités régionales d'Halton, de Peel, d'York et de Durham, lesquelles sont détaillées comme suit : 
| Municipalité de palier supérieur | Municipalité de palier inférieur |
| -------------------------------- | -------------------------------- |
| Toronto (palier unique)          |                                  |
| Durham                           | Ajax                             |
| Durham                           | Clarington                       |
| Durham                           | Brock                            |
| Durham                           | Oshawa                           |
| Durham                           | Pickering                        |
| Durham                           | Scugog                           |
| Durham                           | Uxbridge                         |
| Durham                           | Whitby                           |
| Halton                           | Burlington                       |
| Halton                           | Halton Hills                     |
| Halton                           | Milton                           |
| Halton                           | Oakville                         |
| Peel                             | Brampton                         |
| Peel                             | Caledon                          |
| Peel                             | Mississauga                      |
| York                             | Aurora                           |
| York                             | East Gwillimbury                 |
| York                             | Georgina                         |
| York                             | King                             |
| York                             | Markham                          |
| York                             | Newmarket                        |
| York                             | Richmond Hill                    |
| York                             | Vaughan                          |
| York                             | Whitchurch-Stouffville           |

## Population
À l'occasion du recensement de 2006, Statistique Canada dénombre pour la Région métropolitaine de recensement de Toronto une population de 5 113 149 habitants. Ce nombre ne comprend cependant pas tout le Grand Toronto. Pour ce faire, il est de mise d'additionner les populations des municipalités régionales d'Halton (439 256), de Peel (1 159 405), d'York (892 712), de Durham (561 258) et de la ville de Toronto (2 503 281), soit : 5 555 912 habitants pour l'année 2006.
Lors du recensement de 2021, la population du Grand Toronto est évaluée à 6 712 341 habitants se détaillant comme suit :  
|                                  | 2016      | 2021      | 2026 |
| -------------------------------- | --------- | --------- | ---- |
| Ville de Toronto                 | 2 731 571 | 2 794 356 | –    |
| Municipalité régionale d'Halton  | 548 435   | 596 637   | –    |
| Municipalité régionale de Peel   | 1 381 739 | 1 451 022 | –    |
| Municipalité régionale de York   | 1 109 909 | 1 173 334 | –    |
| Municipalité régionale de Durham | 645 862   | 696 992   | –    |
| Grand Toronto                    | 6 417 516 | 6 712 341 | –    |

### Évolution démographique
| 2001      | 2006      | 2011      | 2016      |
| --------- | --------- | --------- | --------- |
| 5 081 826 | 5 555 912 | 6 054 196 | 6 417 516 |

| 2021      | - | - | - |
| --------- | - | - | - |
| 6 712 341 | - | - | - |